# Ivan Nagler
Ivan Nagler (Brunico, 30 gennaio 1999) è uno slittinista italiano.

## Biografia
Ha iniziato a gareggiare per la nazionale italiana nelle varie categorie giovanili, dal 2014 nella specialità del singolo e dal 2016 anche in quella del doppio in coppia con Fabian Malleier. Ha preso parte alla seconda edizione dei Giochi olimpici giovanili invernali a Lillehammer 2016 dove ha colto la settima piazza nel singolo.

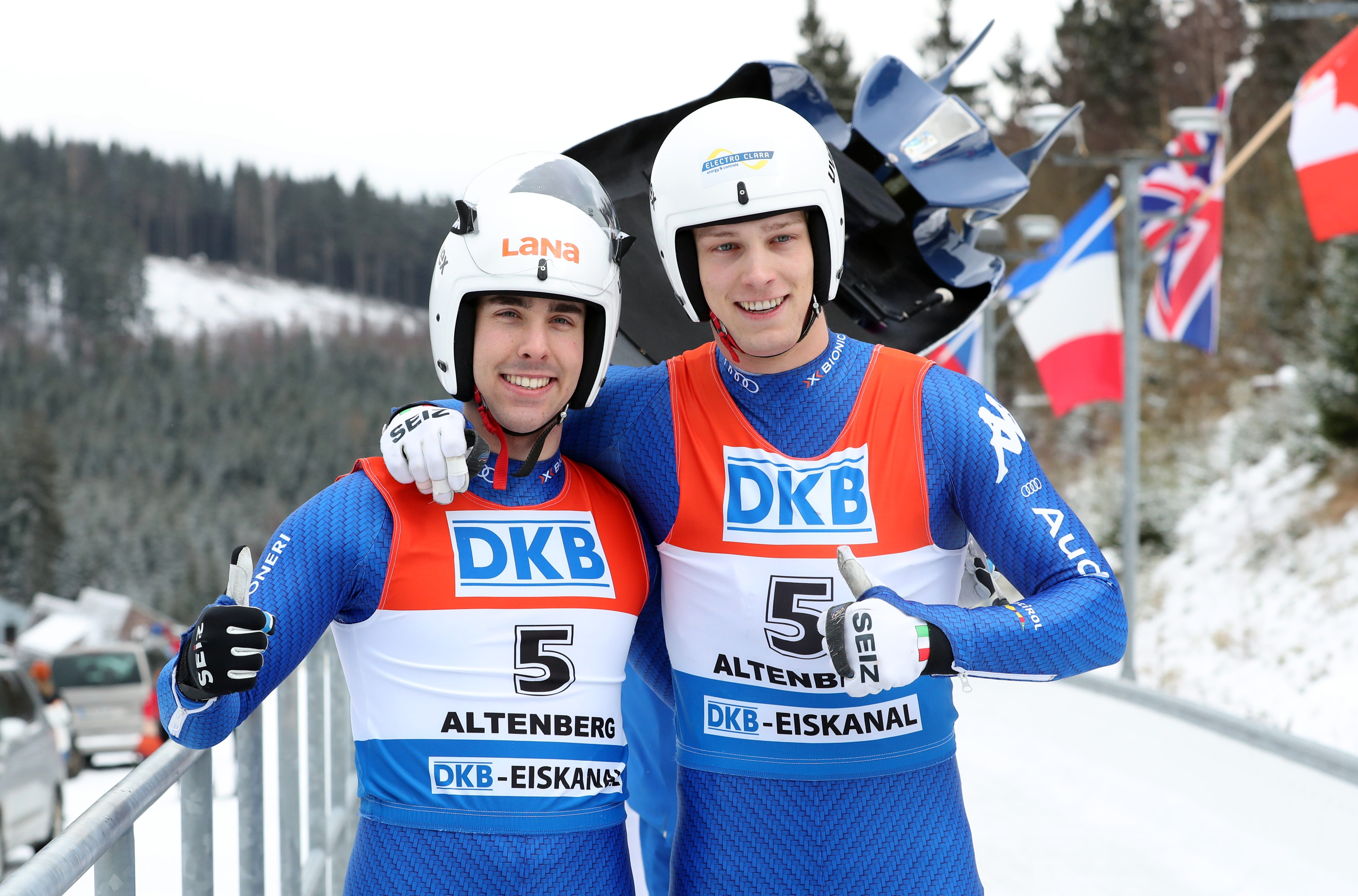
Nagler (a destra) e Malleier dopo la vittoria nel doppio ai mondiali juniores di Altenberg 2018

Ai campionati mondiali juniores ha ottenuto la medaglia d'oro nel doppio e quella di bronzo nella gara a squadre ad Altenberg 2018 e negli europei di categoria ha conquistato il bronzo nel doppio e l'argento nella prova a squadre a Oberhof 2017. Sempre nel doppio ha inoltre trionfato nella classifica finale della Coppa del Mondo juniores nella stagione 2016/17.

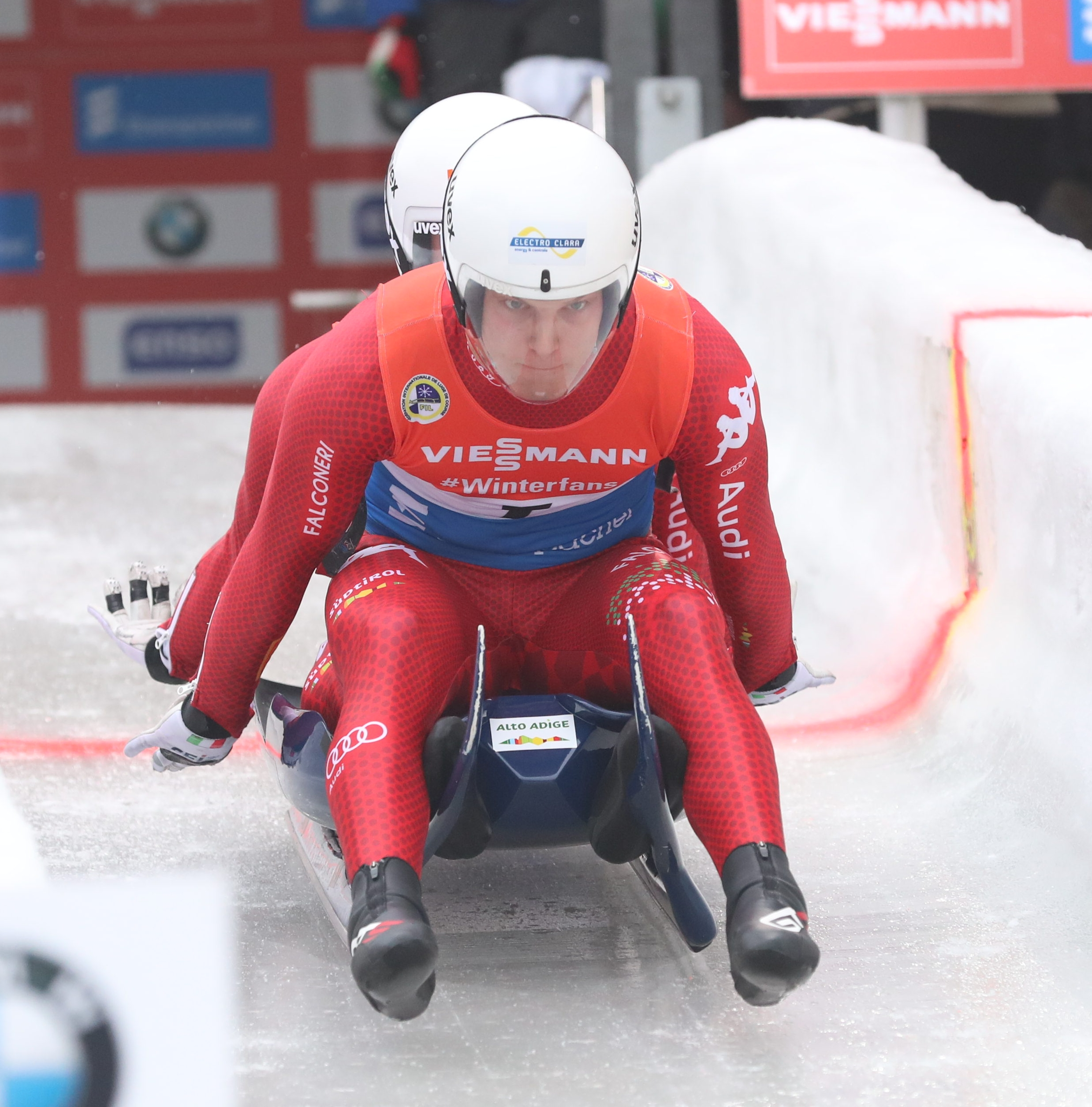
Nagler (davanti) in gara ad Altenberg nel 2019

A livello assoluto ha esordito in Coppa del Mondo il 2 dicembre 2017 ad Altenberg, nella seconda tappa della stagione 2017/18, ottenendo la sesta posizione nel doppio e centrando il suo primo podio nella gara a squadre; ha vinto la sua prima gara il 7 gennaio 2018 a Schönau am Königssee nella competizione a squadre. In classifica generale come miglior risultato si è piazzato al nono posto nel doppio nel 2020/21.
Ha partecipato ai Giochi olimpici invernali di Pyeongchang 2018, occasione in cui ha colto la settima piazza nel doppio e la quinta nella gara a squadre.
Ha inoltre preso parte a tre edizioni dei campionati mondiali. Nel dettaglio i suoi risultati nelle prove iridate sono stati, nel doppio: tredicesimo a Winterberg 2019, ottavo a Soči 2020 e quinto a Schönau am Königssee 2021; nel doppio sprint: quindicesimo a Soči 2020 e decimo a Schönau am Königssee 2021. In tutte e tre le edizioni ha conseguito inoltre una medaglia nella speciale classifica riservata agli atleti under 23: oro nel 2021 e argento sia nel 2019 che nel 2020.
Agli europei ha conquistato la medaglia d'oro a Oberhof 2019 e l'argento a Lillehammer 2020 nella prova a squadre; nella stessa edizione del 2020 ha inoltre raggiunto il quarto posto nel doppio e si è aggiudicato anche l'oro biposto nella speciale classifica riservata agli atleti under 23; l'anno successivo, nella rassegna di Sigulda 2021, vinse invece il bronzo under 23.

## Palmarès

### Europei
- 3 medaglie:
  - 1 oro (gara a squadre ad Oberhof 2019);
  - 1 argento (gara a squadre a Lillehammer 2020);
  - 1 bronzo (gara a squadre a Winterberg 2025.

### Mondiali under 23
- 3 medaglie:
  - 1 oro (doppio a Schönau am Königssee 2021);
  - 2 argenti (doppio a Winterberg 2019; doppio a Soči 2020).

### Europei under 23
- - 1 oro (doppio a Lillehammer 2020);
  - 1 bronzo (doppio a Sigulda 2021).

### Mondiali juniores
- 2 medaglie:
  - 1 oro (doppio ad Altenberg 2018);
  - 1 bronzo (gara a squadre ad Altenberg 2018).

### Europei juniores
- 2 medaglie:
  - 1 argento (gara a squadre ad Oberhof 2017);
  - 1 bronzo (doppio ad Oberhof 2017).

### Coppa del Mondo
- Miglior piazzamento in classifica generale nel doppio: 9º nel 2020/21.
- 8 podi (1 nelle staffette miste doppio, 7 nelle gare a squadre):
  - 3 vittorie (tutte nelle gare a squadre);
  - 1 secondo posto (nelle gare a squadre);
  - 4 terzi posti (1 nelle staffette miste doppio, 3 nelle gare a squadre).

#### Coppa del Mondo - vittorie
| Data             | Luogo                | Paese    | Disciplina                                                              |
| ---------------- | -------------------- | -------- | ----------------------------------------------------------------------- |
| 7 gennaio 2018   | Schönau am Königssee | Germania | Gara a squadre con Andrea Vötter, Dominik Fischnaller e Fabian Malleier |
| 10 febbraio 2019 | Oberhof              | Germania | Gara a squadre con Andrea Vötter, Dominik Fischnaller e Fabian Malleier |
| 24 novembre 2019 | Innsbruck            | Austria  | Gara a squadre con Andrea Vötter, Dominik Fischnaller e Fabian Malleier |

### Coppa del Mondo juniores
- Vincitore della Coppa del Mondo juniores nel doppio nel 2016/17;
- Miglior piazzamento in classifica generale nel singolo: 6° nel 2016/17.

### Coppa del Mondo giovani
- Miglior piazzamento in classifica generale nel singolo: 4° nel 2015/16.